# Phaeoblemma apicata
Phaeoblemma apicata là một loài bướm đêm trong họ Noctuidae.